# Dietmannsried

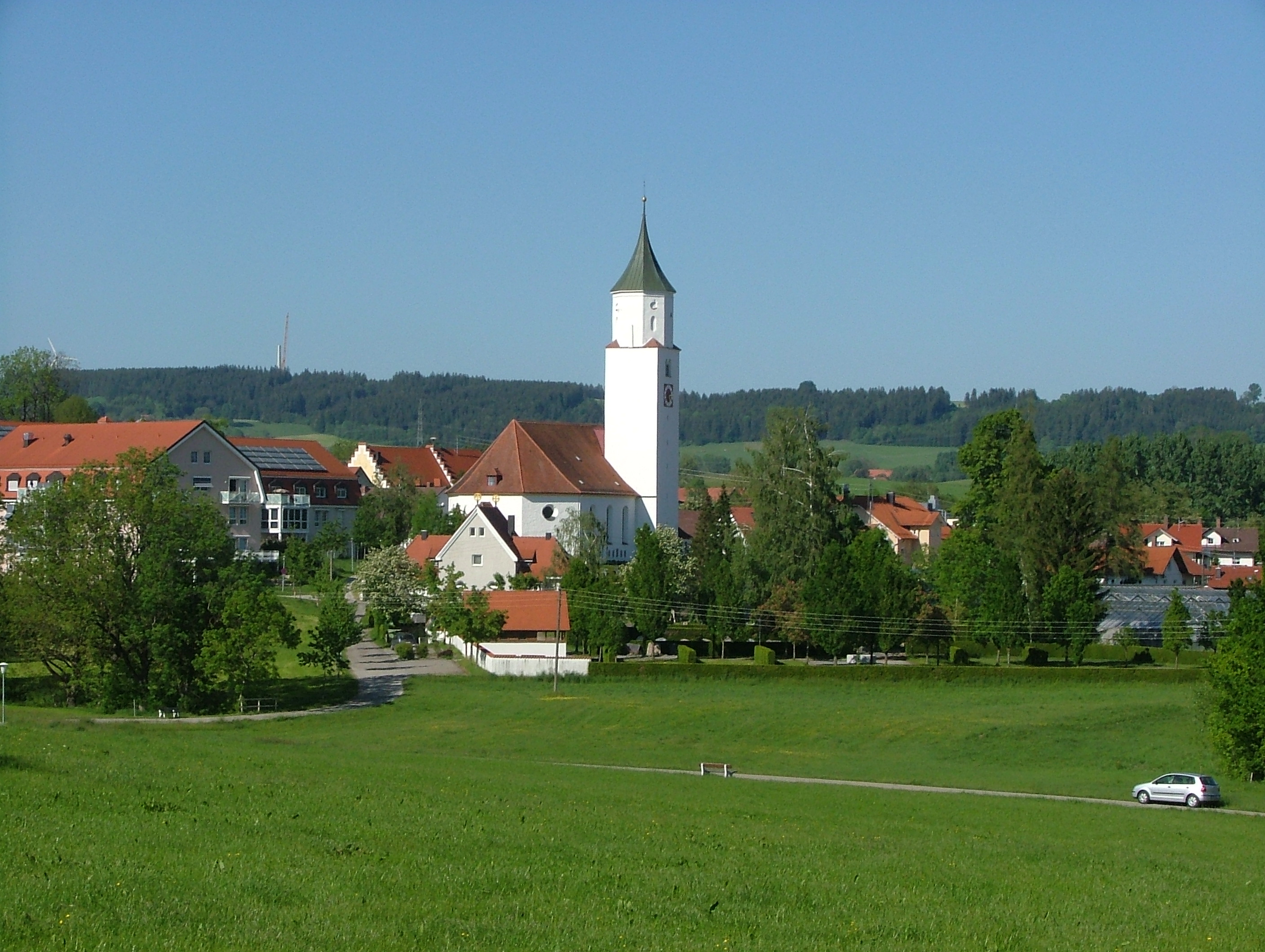
Dietmannsried

Dietmannsried este o comună-târg din districtul Oberallgäu, regiunea administrativă Schwaben, landul Bavaria, Germania.